# Callimetopus multialboguttatus
Callimetopus multialboguttatus är en skalbaggsart som beskrevs av Stefan von Breuning 1960. Callimetopus multialboguttatus ingår i släktet Callimetopus och familjen långhorningar.
Artens utbredningsområde är Filippinerna. Inga underarter finns listade.